# Liste der Bodendenkmale in Schellhorn
In der Liste der Bodendenkmale in Schellhorn sind die Bodendenkmale der Gemeinde Schellhorn nach dem Stand der Bodendenkmalliste des Archäologischen Landesamts Schleswig-Holstein von 2016 aufgelistet. Die Baudenkmale sind in der Liste der Kulturdenkmale in Schellhorn aufgeführt.
| Denkmal-ID           | Befundart          | Bezeichnung                                           | Zeitstellung    | Lage | Bemerkungen         | Bild |
| -------------------- | ------------------ | ----------------------------------------------------- | --------------- | ---- | ------------------- | ---- |
| aKD-ALSH-Nr. 002 909 | Befestigung > Burg | Burg / Motte / Ringwall / Turmhügel „Burg Scharstorf“ | Frühmittelalter |      | slawischer Ringwall |      |
| aKD-ALSH-Nr. 002 909 | Befestigung > Wall | Landwehr/Wall/Schanze/Panzergraben                    | Frühmittelalter |      | Abschnittswall      |      |